# Área Metropolitana de Los Altos
El Área Metropolitana de Los Altos  es una conurbación integrada por la ciudad de Quetzaltenango en el altiplano del país y conformada por varios municipios de los departamentos de Quetzaltenango y Totonicapán, con una población  de 748 174 habitantes (para 2020), siendo el segundo núcleo urbano más grande de Guatemala solamente superado por el Área Metropolitana de Guatemala.
Las ciudades que conforman dicha área son las siguientes:
1. Almolonga
2. Cajolá
3. Cantel
4. Concepción Chiquirichapa
5. La Esperanza
6. Olintepeque
7. Quetzaltenango
8. Salcajá
9. San Andrés Xecul
10. San Cristóbal Totonicapán
11. San Juan Ostuncalco
12. San Mateo
13. San Miguel Sigüilá
14. Totonicapán
15. Zunil